# Римський курсив

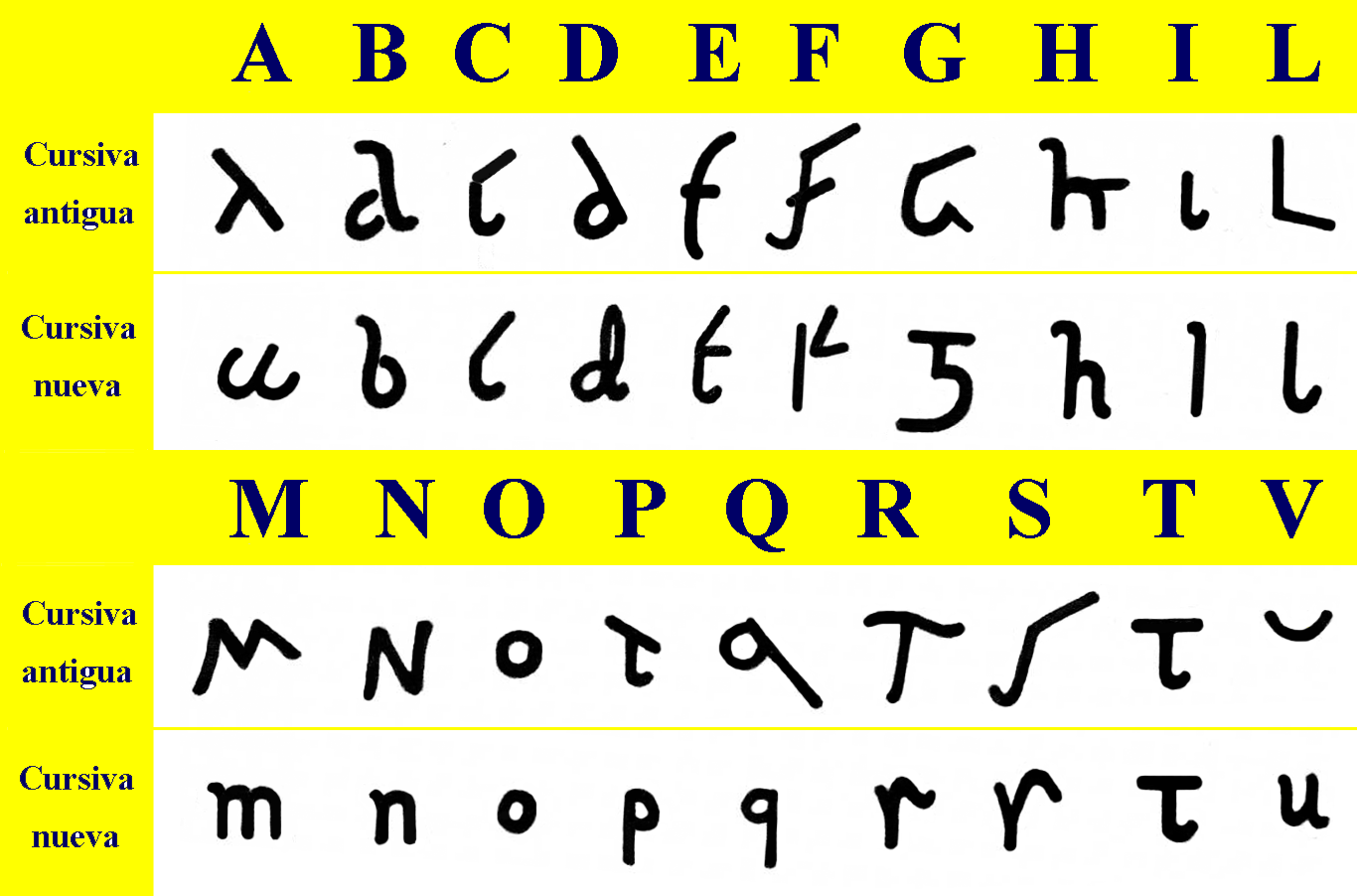
Літери римського курсиву. Нового та старого типу.

Ри́мський курси́в — спрощений побутовий шрифт періоду Римської імперії. Часто мав нахил. Для швидкості письма букви з'єднувалися одна з одною. Розрізняють маюскульний курсив та мінускульний курсив. 